# 7,5-cm-Feldkanone 16nA
Die 7,5-cm-Feldkanone 16 n/A (n/A = neue Art) war eine Feldkanone der Reichswehr und später im Zweiten Weltkrieg der Wehrmacht.

## Geschichte
Dieses Geschütz stellt eine Weiterentwicklung einer Waffe dar, die bereits vor dem Ersten Weltkrieg entwickelt wurde. Die Konzeption geht auf das 1896 im kaiserlichen Heer eingeführte Geschütz 7,7-cm-Feldkanone C/96 zurück. Dieses Geschütz wurde im Verlauf des Ersten Weltkrieges zur  7,7-cm-Feldkanone 16 weiterentwickelt und vorhandes Material so weit möglich umgerüstet. Diese bildete mit der 10,5-cm-leFH 16 im Jahr 1918 die Haupttypen im deutschen Heer.
Nach der Kapitulation wurden viele Geschütze von den Siegermächten beschlagnahmt und zerstört. Doch gelang es dem Heer eine größere Zahl an Geschützen deren Zugriff zu entziehen. Diese bildeten mit der 10,5-cm-leFH 16 die Masse der Geschütze innerhalb der deutschen Reichswehr.
Sogar Anfang der 1930er-Jahre standen im deutschen Heer noch viele dieser Waffen im Dienst und im Zuge der Wiederaufrüstung der Wehrmacht wurden diese Kanonen einer Kampfwertsteigerung unterzogen, indem neue 7,5-cm-Kanonenrohre in die alten Lafetten gelegt wurden.
Das so entstandene Geschütz wurde 7,5-cm-Feldkanone 16 n/A genannt.

## Einsatz
Schon bei der Planung der Artillerieausrüstung des künftigen Heeres im Jahr 1928 war man sich einig, dass das Kaliber 7,5-cm künftig an Bedeutung verlieren wird. Jedoch schien eine Modernisierung der 7,7-cm-Feldkanone 16 unumgänglich. Es verhinderte aber nicht, dass nochmals die Entwicklung einer Feldkanone in Auftrag gegeben wurde, hieraus entstand die 7,5-cm-Leichte-Feldkanone 18, die aber nie in größeren Mengen gefertigt wurde, so dass über die gesamte Dauer des Zweiten Weltkriegs, die "alte" 7,5-cm-Feldkanone 16 n/A weiter im Einsatz blieb. Auch hier wurde weiterhin der Munitionswagen 96 n/A zur Mobilmachung und Munitionsversorgung genutzt.
Als leichtes Geschütz in der Wehrmacht anfänglich hauptsächlich der reitenden Artillerie der Kavallerieeinheiten zugeteilt, stellte man schnell fest, dass die Waffe für diese Aufgabe im Grund zu schwer und zu unbeweglich war. Auch war das Geschossgewicht der Sprenggranate mit nur 5,83 Kilogramm ungenügend, so dass es nach 1940 nicht mehr bei den Frontverbänden eingesetzt wurde. Vielmehr wurden die Geschütze an andere Verbände, wie Reserve-, Ausbildungs-, Sicherungs- und ortsfeste Verbände (Küstensicherung) abgegeben. In dieser Rolle soll ein Geschütz dieses Typs alleine einen alliierten Panzervorstoß verzögert und eine größere Zahl (10) von gepanzerten Fahrzeugen ausgeschaltet haben.
Um einen Transport in unwegsamen Gelände wie Gebirgen oder bei Schnee gewährleisten zu können, wurde oftmals auf den Heeresschlitten (Hs. 1) und dem Heereschlitten (Hs. 3) zurückgegriffen.

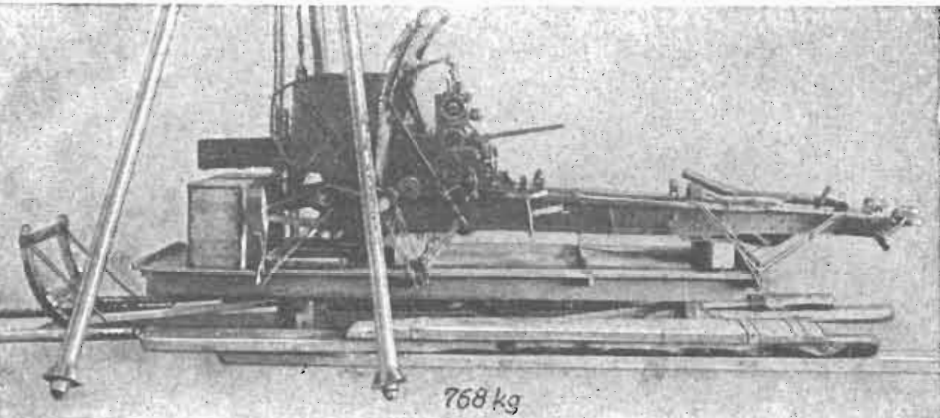
Die Lafette der Feldkanone auf dem ersten Hs. 5
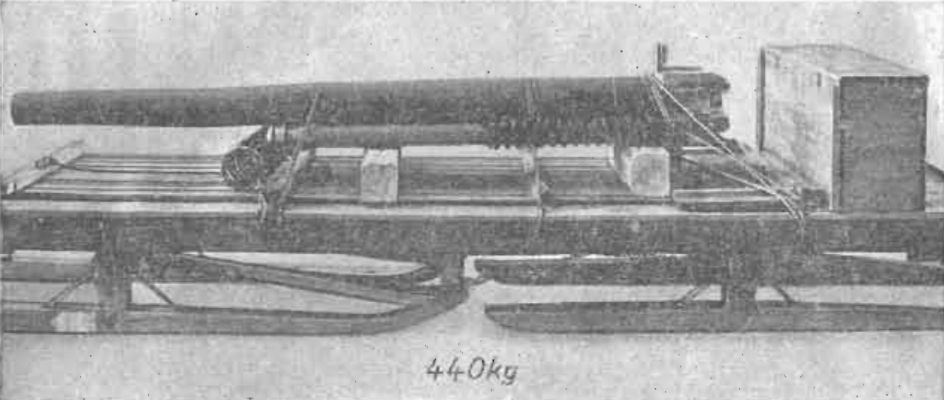
Das Rohr und die Vorholfeder auf dem zweiten Hs. 5
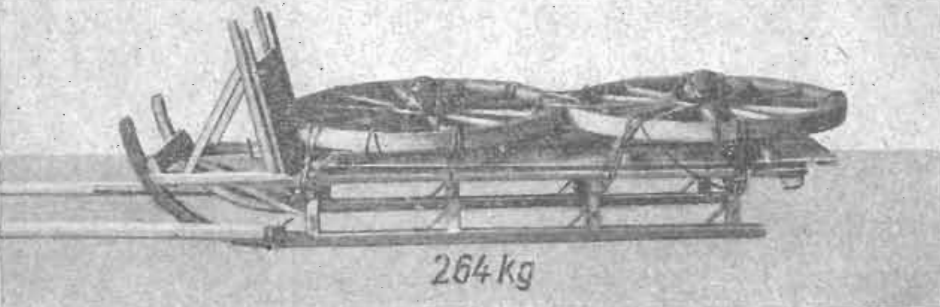
Die Räder der Feldkanone auf dem Hs. 1